# Extrabreit
Extrabreit aus Hagen ist eine der kommerziell erfolgreichsten Neue-Deutsche-Welle-Bands der 1980er Jahre. Die Band stammte eigentlich aus der Punk-Bewegung und verstand sich auch so. Allerdings hatte sie ihren Erfolg der NDW zu verdanken. Auf ihrer Website schrieben sie dazu: „Ja, wir haben den Scheiß eben mitgemacht!“
In ihrer über 40-jährigen Bandgeschichte war die Band vor allem in den 1980er Jahren und Anfang der 1990er Jahre erfolgreich. In dieser Zeit fanden eine Reihe von Besetzungswechseln sowie mehrere kreative Pausen und auch Auflösungen statt. Die heute noch aktive Band bestand im Laufe der Jahre vor allem aus dem Gitarristen Stefan „Kleinkrieg“ Klein, dem Sänger Kai „Havaii“ Schlasse und dem Schlagzeuger Rolf Möller.

## Bandgeschichte

### Anfänge
Extrabreit wurde 1978 von Stefan „Kleinkrieg“ Klein und Gerhard „Käpt’n Horn“ Sperling gegründet. Die Idee für den Bandnamen stammt von Gerhard Sperling, der ihn auf einem besonders dicken Filzstift der Firma edding entdeckt hatte. Ralf „Rhava“ Denz, der auch bei The Ramblers spielte, übernahm den Bass. Erster Sänger wurde Horst-Werner Wiegand. Die Band erspielte sich in ihrer Heimatstadt Hagen rasch einen guten Ruf als Liveband. Kurz vor einem Auftritt stieg Wiegand überraschend aus. Aus der Not heraus kam der Comiczeichner Kai Schlasse in die Band, der später unter dem Namen „Kai Havaii“ die Geschicke der Band zusammen mit Klein lenkte. Mit Jörg A. Hoppe fand die Band schließlich auch einen Manager.
Nach einem Demo fand die Band mit dem Label Metronome (Warner Music Group) eine Plattenfirma. Am 14. April 1980 erschien die erste Single Hart wie Marmelade. Ihr erstes Album erschien schließlich im Sommer 1980 unter dem Titel Ihre größten Erfolge und enthielt bereits ihren ersten großen Hit Hurra, Hurra, die Schule brennt! Er wurde als B-Seite der Single Flieger, grüß mir die Sonne, einer Coverversion des Hans-Albers-Songs, veröffentlicht und blieb zunächst unbeachtet.

### Erfolge
Den Höhepunkt ihrer Karriere durchlebte Extrabreit in den Jahren 1981 bis 1983, als sie nicht nur die Neue Deutsche Welle mitprägte, sondern auch mit ausverkauften Konzerthallen, Goldenen Schallplatten und BRAVO-Titelseiten ihre größten Erfolge erzielte. Einer ihrer erfolgreichsten Hits, Polizisten, entstand seinerzeit auf Konzertproben im Rockpalast Hohenlimburg. Dieser Titel befindet sich auf ihrem recht düster und apokalyptisch anmutenden Album Welch ein Land ! – Was für Männer:. Im Programm des Bayerischen Rundfunks wurde das Lied nicht gespielt, angeblich auf Veranlassung des bayerischen Ministerpräsidenten Franz Josef Strauß. Welch ein Land ! – Was für Männer: wurde ihr erster großer Verkaufsschlager.
Im Sog dieses Erfolgs erzielten das Ihre größten Erfolge betitelte Debüt und die Single-Auskopplung Hurra, hurra, die Schule brennt! ebenfalls hohe Umsätze. Auch die dritte LP, Rückkehr der phantastischen 5!, die ein Duett mit Marianne Rosenberg (Duo Infernal) enthielt, verkaufte sich noch sehr gut. Jörg A. Hoppe, der damalige Manager der Band, erwies sich als sehr geschickt in der Vermarktung der Platten: Welch ein Land! – Was für Männer: erschien mit einem 3-D-Cover und beiliegender Brille, Rückkehr der phantastischen 5! in verschiedenfarbigen Covern und mit beigefügtem Poster. Nachdem sich Hurra, hurra, die Schule brennt im Nachhinein als Hit entwickelte, fanden sich Extrabreit plötzlich innerhalb der NDW wieder. Gleichzeitig endete damit die Verbundenheit zur Punk-Szene, die die Band auf Grund des kommerziellen Erfolgs regelrecht anfeindete. 1982 folgte schließlich eine Festivaltournee mit Spliff, Interzone und Prima Klima, die von Levi’s Jeans gesponsert wurde. Die Band fand sich in der Bravo wieder und hatte einen Kurzauftritt im NDW-Kultfilm Gib Gas – Ich will Spaß mit Nena und Markus. Auf dem Soundtrack befindet sich der Song Superhelden, wobei die Band im Film unter dem Rollennamen Die Phantastischen Fünf firmierte.
Dies war gleichzeitig auch der Titel ihres 1982 veröffentlichten dritten Albums Rückkehr der phantastischen 5!. Produziert wurde es von Reinhold Mack, der schon mit Queen und den Sparks gearbeitet hatte. Das Album enthält ein Duett mit der deutschen Schlagersängerin Marianne Rosenberg. Im Jahr 1982 erhielt die Band außerdem je eine Gold-Auszeichnung für die Alben Ihre größten Erfolge und Welch ein Land! – Was für Männer:.
Ihre ersten großen Rückschläge erlebte Extrabreit Anfang 1983. Zunächst lehnten sie einen Auftritt bei Dieter Thomas Heck aus Imagegründen ab, anschließend folgte ein medial begleiteter Absturz in einer Hotelbar. Dort pöbelte der sichtlich betrunkene Ulrich Ruhwedel Udo Jürgens an, der die Band aus der Bar entfernen ließ. Eine groß angekündigte und mit 140.000 D-Mark alleine für die Videos aufwendig organisierte Tournee unter dem Motto Deutschland im Handstreich war nur mäßig besucht.
Nach dem Ausstieg zweier Bandmitglieder Mitte 1983 gab es zwei deutsch-englische Alben namens Europa (1983) und LP der Woche (1984). Bei Europa erhielt die Band auch erstmals exzellente Kritiken in der Fachpresse. Der Verkauf blieb mit etwa 35.000 Exemplaren aber weit unter den Erwartungen (zum Vergleich: Ihre größten Erfolge hatte sich bis dahin rund 420.000 Mal verkauft, Welch ein Land! – Was für Männer: 360.000 Mal und Rückkehr der phantastischen 5! 200.000 Mal).
Nach einer knapp zweijährigen Schaffenspause meldete die Band sich 1987 mit dem rein englischsprachigen Album Sex After 3 Years in a Submarine zurück, das kommerziell erfolglos war. Auch dieses Album erhielt wohlwollende Kritik, passte aber für viele Fans nicht zur Ausrichtung der Band, die auch auf der Tour die alten Lieder forderten. Die Band legte anschließend wieder eine Pause ein. In dieser Zeit veröffentlichte Kleinkrieg das Projekt Mona Liza Overdrive. Auch Kai Havaii arbeitete an einem Soloalbum, das jedoch nie erschien.

### Pause und Rückkehr

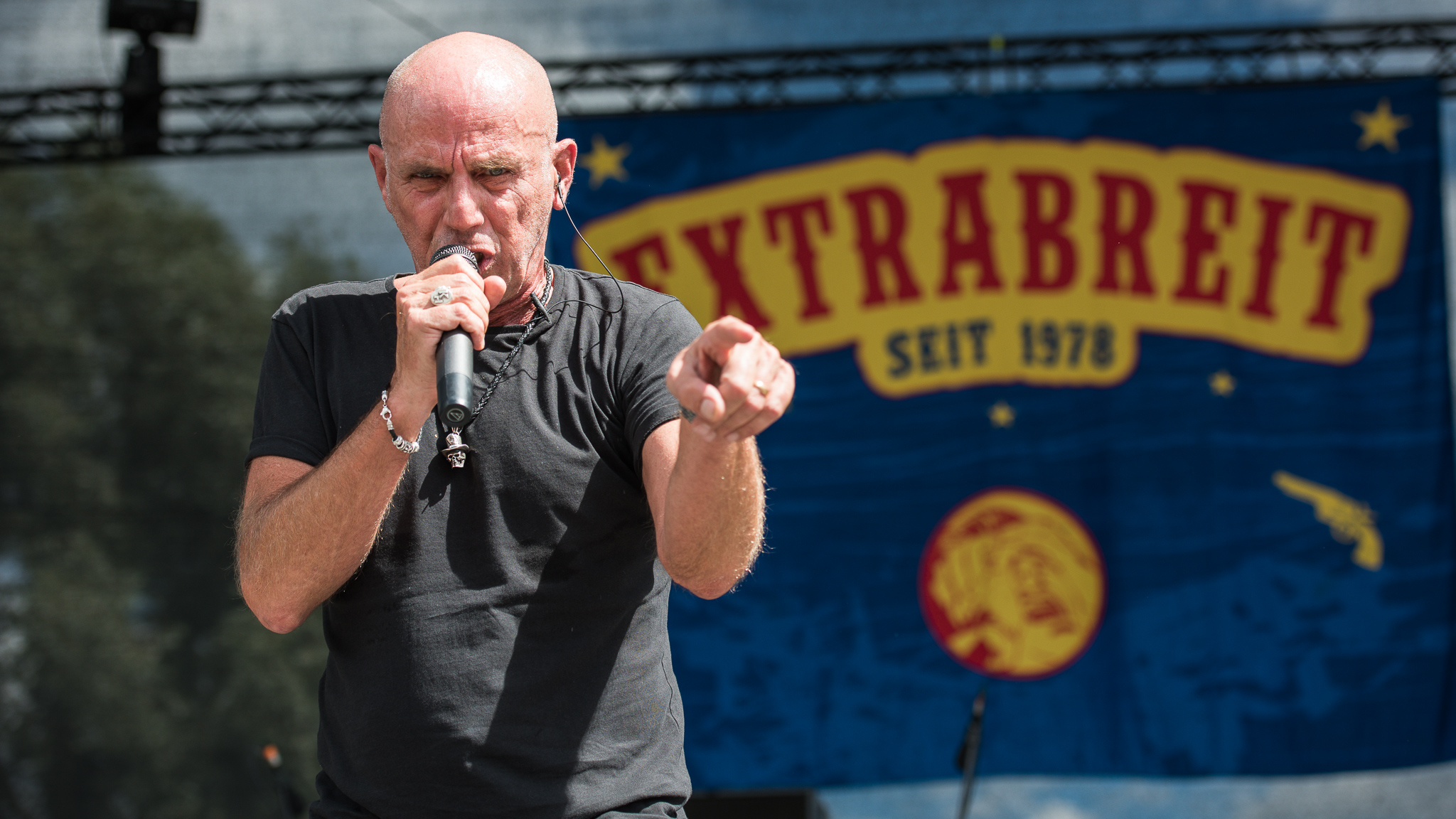
Kai Havaii 2017 live mit Extrabreit

Nach der Veröffentlichung des Best-Of-Albums Zurück aus der Zukunft kehrte die Band zurück in das Bewusstsein der Fans. Das Album sowie ein Remix von Flieger, grüß mir die Sonne erreichten die deutschen Charts. Angestachelt von diesem Erfolg reformierte sich die Band. Allerdings hatten die 1980er ihren Tribut gefordert. Nachdem man zunächst versuchte in Originalbesetzung weiterzumachen, mussten Ruhwedel und Wolfgang Hunter die Band aus gesundheitlichen Gründen verlassen. 1991 erschien das Album Wer Böses denkt, soll endlich schweigen. Danach machte Kai Havaii einen erfolgreichen Drogenentzug.
1993 erschien das Album Hotel Monopol, das mit der Single Für mich soll’s rote Rosen regnen, die zusammen mit Hildegard Knef aufgenommen wurde, ihren letzten Single-Hit enthielt. Das Lied erreichte Platz 35 der Charts, und das dazugehörige Video machte über Viva und MTV die Band einem jüngeren Publikum bekannt. Sogar ein einstündiges Special wurde in der Reihe VIVA Jam über die Band gezeigt.
Die anschließende Tour war erfolgreich und auch das Album Jeden Tag – Jede Nacht (1996) erreichte die deutschen Charts. Mit Nichts ist für immer ist ein weiteres Duett mit einer bekannten Größe, nämlich Harald Juhnke, enthalten. Doch der vorher noch enthusiastische Musiksender VIVA ließ die Band überraschend fallen. VIVA weigerte sich das Video zu spielen, da Juhnke und die Band angeblich zu alt seien. Tatsächlich erfuhr die Band jedoch eigentlich eine Verjüngung. So wurde die zweite Gitarre von Tom Schwoll (ex-Jingo de Lunch) eingespielt. Bassist Sebastian Gäbel, vormals bei Bray D. Bunch, war gerade einmal 22 Jahre alt. Allerdings erwiesen sich Juhnkes Alkoholprobleme als hinderlich für die Wirkung der Single. Im gleichen Jahr erschien außerdem unter dem Titel Superfett eine Kompilation mit neu eingespielten alten Hits der Band. Diese floppte jedoch.
1998 erschien das Album Amen, das als Abschluss der Extrabreit-Karriere geplant war. Am 19. September 1998 folgte das Abschlusskonzert vor über 4000 Zuschauern. Nena war als Überraschungsgast bei der Show vertreten, und die Originalbesetzung spielte zum letzten Mal zusammen Polizisten. Ein Livemitschnitt wurde 2002 von SPV als Doppelalbum unter dem Titel Das letzte Gefecht veröffentlicht.
Doch die Auflösung war nur von kurzer Dauer. Am 31. August 2002 wurde das erste Konzert nach der Reunion in Bochum gespielt. Die neue Band bestand aus Kai Havaii, Kleinkrieg, der in der Zwischenzeit sein zweites Soloalbum Säure veröffentlicht hatte, sowie Rolf Möller. Dazu kam Bubi Hönig sowie als neuestes Mitglied Lars „Larsson“ Hartmann (* 21. September 1974 in Letmathe), der Hauptberuf ist er Lehrer für Musik, Latein und katholische Religion am Heinrich-Heine-Gymnasium in Dortmund ist und auch Hintergrundgesang oder Lead Vocals übernimmt. Er unterstützt zudem bei Soloprojekten die Kollegen der Band. 2003 durfte die Band die offizielle DFB-Hymne Er macht ihn rein anlässlich des 40-jährigen Jubiläums der Bundesliga einspielen. 2005 wurde das Album Frieden veröffentlicht. Ihr 1000. Konzert spielte Extrabreit am 27. August 2005 vor mehreren tausend Zuschauern am Hengsteysee in Hagen. Zu dem Konzert wurden ein Live-Doppelalbum und eine DVD veröffentlicht.
2007 erschien Kai Havaiis Biografie Hart wie Marmelade. 2008 folgte eine Zusammenarbeit mit dem Philharmonischen Orchester Hagen. Die Band trat mit dem Orchester an zwei Tagen im ausverkauften Parktheater Iserlohn auf. Der Livemitschnitt wurde auf DVD und CD veröffentlicht.
Im Mai 2008 veröffentlichten Extrabreit das Album Neues von Hiob mit der Single-Auskopplung Lärm.
Im Dezember 2002 veranstaltete Extrabreit erstmals ihre Weihnachts-Blitztournee, die sie durch fünf Clubs in Deutschland führte. 2019 ist die Weihnachts-Blitztournee zu einer festen Konstante im Kalender der Fans mit 17 Konzerten in größeren Hallen angewachsen.
2019 erschien Kai Havaiis erster Roman „Rubicon“ im Aufbau-Verlag. Der Pressetext beginnt mit den Worten: „Wenn Du zu weit gehst – und eine Umkehr tödlich wäre.“ Das Roman-Debüt entwickelte sich zu einem Bestseller und verschaffte Havaiis eine Nominierung für den Glauser-Preis in der Kategorie Debüt-Kriminalroman.
Am 1. April 2020 veröffentlichte die Band 40 Jahre nach „Flieger, grüß mir die Sonne“ erneut ein Hans-Albers-Cover. Das zunächst kostenlos zum Download auf der Website der Band angebotene Lied wurde zum 17. April über Premium Records/Believe auf Streaming- und Download-Plattformen veröffentlicht. Die Single „Und über uns der Himmel“ gilt als Durchhalteparole und Dankeschön an die Fans.
Im Juni 2020 gab Kai Havaii auf seine Facebook-Seite bekannt, dass die Band bei einem neuen Label (Soulfood Music) unterschrieben habe und ein neues Album „aufgegleist“ werde. Im August wurde ein erstes Musikvideo gedreht. Am 13. August wurde die Single Die Fressen aus dem Pott ausgekoppelt, der am 19. Oktober 2020 Vorwärts durch die Zeit folgte. Das 13. Studioalbum der Band, Auf EX! mit 13 Titeln wurde am 13. November 2020 veröffentlicht.
Bedingt durch die Maßnahmen zur Eindämmung der COVID-19-Pandemie in Deutschland musste die Gruppe ihre Auftritte und die bereits gebuchte Weihnachts-Blitz-Tournee 2020 absagen; insgesamt konnten 37 Konzerte nicht gespielt werden.

## Extrabreit Bier
Ab 2012 gab es mit der Extrabreit Bier UG (haftungsbeschränkt) einen Bier-Verlag der Gruppe mit Sitz in Hamburg-Bahrenfeld, der das von Holsten gebraute Extrabreit Pils vertrieb. Die Gesellschaft stellte 2018 den Geschäftsbetrieb ein und ging in Liquidation.

## Musikstil
Der Musikstil der Band ist einem stetigen Wandel unterworfen. Gegründet während der ersten Punk-Welle in Deutschland waren die ersten Lieder von gewolltem Dilettantismus, aber auch von simplem Rock ’n’ Roll geprägt. Mit den ersten beiden Alben dagegen und vor allem den Singleauskopplungen Hurra, Hurra, die Schule brennt!, Flieger, grüß mir die Sonne und Polizisten prägten sie die Neue Deutsche Welle entscheidend mit, obwohl gerade das zweite Album Welch ein Land ! – Was für Männer: keineswegs dem fröhlichen Zeitgeist der NDW entsprach, sondern vielmehr äußerst dystopisch anmutete. Dementsprechend enthielten die beiden ersten Alben auch noch klare Zugeständnisse an die Punkslogans No Future und Null Bock. Sie waren außerdem klar geprägt vom Kalten Krieg der 1980er Jahre.
Nach den ersten drei Alben, die alle die Top-10 der deutschen Albencharts erreichten, begann die Band zu experimentieren und versuchte sich an elektronischer Musik im Stil des populären New Wave sowie an eher experimentellen Klängen, deren Höhepunkt das englischsprachige Album Sex After 3 Years in a Submarine wurde. Der smarte Pop des Albums war beeinflusst von zeitgenössischen, ebenfalls experimentierfreudigen Musikern wie David Bowie, Bob Geldof und Sigue Sigue Sputnik.
Nach ihrem Comeback in den 1990ern war die Musik wesentlich im Deutschrock verwurzelt und wieder eher konventionell gehalten. Die Texte blieben gesellschaftskritisch, bissig-ironisch und melancholisch.

## Diskografie

### Studioalben
- 1980: Ihre größten Erfolge (Reflektor/Metronome)
- 1981: Welch ein Land ! – Was für Männer: (Reflektor/Metronome)
- 1982: Rückkehr der phantastischen 5! (Metronome)
- 1983: Europa (Metronome/Kartell)
- 1984: LP der Woche (Metronome)
- 1987: Sex After 3 Years in a Submarine (Vertigo/Phonogram)
- 1991: Wer Böses denkt, soll endlich schweigen (Eastwest)
- 1993: Hotel Monopol (Eastwest)
- 1996: Jeden Tag – Jede Nacht (BMG Hansa)
- 1998: Amen (BMG Hansa)
- 2005: Frieden (ulftone)
- 2008: Neues von Hiob (Rodeostar)
- 2020: Auf Ex! (Premium Records/Believe)

### Kompilationen
- 1990: Zurück aus der Zukunft (Best Of) (Metronome)
- 1990: Flieger, grüß mir die Sonne (EastWest)
- 1994: Zurück aus der Zukunft Vol. II (Metronome)
- 1996: Für mich soll’s rote Rosen Regnen (Convoy)
- 1996: Superfett – Das Beste (BMG Hansa)
- 1997: Hart wie Marmelade (Spectrum)
- 1998: Die fetten Jahre (BMG)
- 1998: XXL (2CD, Mercury Records)
- 2000: Flieger, grüß mir die Sonne (3CD, Mercury Records)
- 2001: Media Markt Collection (Mercury Records, exklusiv im Media Markt)
- 2003: Ihre allergrößten Erfolge (Motor/Universal)
- 2003: Unerhört – 18 Rär Träcks, Demos und andere exotische Spezialitäten (1979–1995) (Eigenproduktion)
- 2006: The Platinum Collection (Warner Music Group)
- 2015: 5 Original Albums (5CD-Box, Universal Music Group)

### Livealben
- 1990: Das grenzt schon an Musik (Live ’90) (Teldec)
- 2002: Das letzte Gefecht – Hagen – 19/09/1998 (2CD, SPV)
- 2008: 30 Jahre live (Rodeostar)
- 2010: Live in Hagen (DVD/CD, mit Philharmonisches Orchester Hagen, Rodeostar)

### Singles/EPs
- 1980: Hart wie Marmelade (Reflektor/Metronome)
- 1980: Flieger, grüß mir die Sonne (Reflektor/Metronome)
- 1981: Polizisten (Reflektor/Metronome)
- 1981: Hurra, hurra, die Schule brennt (Reflektor/Metronome)
- 1982: Duo Infernal (feat. Marianne Rosenberg) (Metronome)
- 1982: Kleptomanie (Metronome)
- 1983: Learning Deutsch (Metronome)
- 1984: Ruhm (Metronome)
- 1984: Secret Service (Metronome)
- 1985: Nackt im Wind (als Teil von Band für Afrika; Verkäufe: + 150.000[18]) (CBS)
- 1987: Blue Moon (Shine On) (Vertigo)
- 1990: Flieger, grüß mir die Sonne (Remix 90) (Metronome)
- 1990: Hurra, Hurra, die Schule brennt (Remix 90) (Metronome)
- 1990: Ruhm (Live ‘90) (Teldec)
- 1991: Polizisten (Live ‘90) (Eastwest)
- 1991: Joachim muß härter werden (Eastwest)
- 1991: Der letzte Schliff (Eastwest)
- 1992: Weihnachten auf St. Pauli (Promo-EP, Eigenproduktion)
- 1992: Für mich soll’s rote Rosen regnen (feat. Hildegard Knef) (Eastwest)
- 1993: Laß es regnen (Eastwest)
- 1996: Jeden Tag – Jede Nacht (Hansa) (Hansa)
- 1996: CVJM (Hansa) (Hansa)
- 1996: Nichts ist für immer (feat. Harald Juhnke) (Hansa)
- 1998: Verdammter roter Mond (Hansa)
- 2003: ÖL! (Promo-Single) (Eigenproduktion)
- 2003: Er macht ihn rein (2003 Version) (Absolut Records)
- 2005: Neues Spiel (Ulftone)
- 2008: Lärm (Rodeostar)
- 2010: Polizisten (Marc Feind feat. Extrabreit) (12’’, Bash Records)
- 2011: Ewigkeit (SM Noise Records)
- 2020: Und über uns der Himmel (Premium Records/Believe)
- 2020: Die Fressen aus dem Pott (Premium Records/Believe)
- 2020: Vorwärts durch die Zeit (Premium Records/Believe)
- 2020: Winter (Premium Records/Believe)
- 2021: Gib mir mehr davon (Premium Records/Believe)

### Videoalben
- 2003: Die Wahrheit über Extrabreit (Teil 1)
- 2003: Die Wahrheit über Extrabreit (Teil 2)
- 2005: Extrabreit 1000 – Das 1000. Konzert 27. August 2005 Hagen Freibad Hengstey

### Musikbeispiele
- Extrabreit: Kleptomanie auf YouTube
- Extrabreit: Hurra, hurra, die Schule brennt auf YouTube
- Extrabreit: Polizisten auf YouTube